# فيلي هيرولد
فيلي هيرولد (بالألمانية: Willi Herold)‏ هو مجرم حرب ‏ ألماني، ولد في 11 سبتمبر 1925 في كيمنتس في ألمانيا، وتوفي في 14 نوفمبر 1946 في فولفنبوتل في ألمانيا بسبب مقصلة.